# Torneo Interbritannico 1968
Il Torneo Interbritannico 1968 fu la settantaduesima edizione del torneo di calcio conteso tra le Home Nations dell'arcipelago britannico. Il torneo fu vinto dall'Inghilterra. 

## Risultati
| Data             | Luogo   | Squadra 1        | Risultato | Squadra 2        |
| ---------------- | ------- | ---------------- | --------- | ---------------- |
| 21 ottobre 1967  | Cardiff | Galles           | 0 - 3     | Inghilterra      |
| 21 ottobre 1967  | Belfast | Irlanda del Nord | 1 - 0     | Scozia           |
| 22 novembre 1967 | Glasgow | Scozia           | 3 - 2     | Galles           |
| 22 novembre 1967 | Londra  | Inghilterra      | 2 - 0     | Irlanda del Nord |
| 24 febbraio 1968 | Glasgow | Scozia           | 1 - 1     | Inghilterra      |
| 28 febbraio 1968 | Wrexham | Galles           | 2 - 0     | Irlanda del Nord |

## Classifica
| Pos | Squadra          | Pti | G | V | N | P | GF | GS |
| --- | ---------------- | --- | - | - | - | - | -- | -- |
| 1   | Inghilterra      | 5   | 3 | 2 | 1 | 0 | 6  | 1  |
| 2   | Scozia           | 3   | 3 | 1 | 1 | 1 | 4  | 3  |
| 3   | Galles           | 2   | 3 | 1 | 0 | 2 | 4  | 6  |
| 3   | Irlanda del Nord | 2   | 3 | 1 | 0 | 2 | 1  | 4  |